# Robert Harbin
Robert Harbin, pseudonimo di Ned Williams (Balfour, 14 febbraio 1908 – Londra, 12 gennaio 1978), è stato un illusionista e scrittore britannico.
È ricordato come inventore di un gran numero di illusioni classiche, inclusa la Ragazza a Zig Zag. Fu anche una personalità di spicco nel campo dell'origami.

## Carriera
Il giovane Ned Williams si avvicinò all'arte dell'illusionismo dopo lo spettacolo di un mago sconosciuto tenuto nella sua scuola serviceman che lui definì "piuttosto scarso".
Williams andò a Londra all'età di 20 anni e cominciò a lavorare nel reparto magie del negozio di giocattoli Gamages. Cominciò ad esibirsi nei locali col nome di "Ned Williams, il ragazzo magico dal Sud Africa". Dal 1932 partecipa allo spettacolo Maskelyne's Mysteries in diversi teatri di Londra.
Fu il primo illusionista britannico a portare gli spettacoli dal palcoscenico al set televisivo apparendo nello show TV della BBC Variety nel 1937 e con uno spettacolo a nome suo che cominciò nel 1940.  
Mise a punto un gran numero di nuovi trucchi, incluso il Neon Light e l'ormai famoso Ragazza a Zig Zag. 
Tra i trucchi meno noti ricordiamo l'Aztec Lady, Il Blades of Opah, e Aunt Matilda's Wardrobe.
Nel 1953, Harbin e il suo amico Gershon Legman (1917–1999), scoprirono il comune interesse nell'arte giapponese dell'origami.  
Harbin scrisse molti libri su questo tema, iniziando da Paper Magic (illustrato dal giovane studente australiano Rolf Harris che contribuì con molti modelli di sua invenzione) nel 1965, e fu il primo Presidente della British Origami Society.  
Harbin fu il primo occidentale ad usare la parola origami per indicare quest'arte.  
Presentò anche una serie di programmi basati sull'origami per ITV nei suoi spettacoli per bambini "Look-In" negli anni '70.

## Opere

### Sull'origami
- Have Fun with Origami, Severn Ho., 1977, ISBN 0-7278-0225-9
- Have Fun with Origami, ITV, 1975, ISBN 0-900727-26-8
- More Origami, Hodder, 1971, ISBN 0-340-15384-9
- New Adventures in Origami, 1982, Harper & Row, ISBN 0-06-463555-4
- Origami: Art of Paper Folding, Coronet, 1969, ISBN 0-340-10902-5
- Origami: Art of Paper Folding, Coronet Books/Hodder, 1972, ISBN 0-340-16655-X
- Origami: The Art of Paperfolding, HarperPerennial, 1992, ISBN 0-06-092269-9
- Origami: Art of Paper Folding (Illustrated Teach Yourself), Picture Knight, 1975, ISBN 0-340-19381-6
- Origami: Art of Paper Folding (Coronet Books), Hodder Headline Australia, 1977, ISBN 0-340-21822-3
- Origami Step by Step, Hamlyn, 1974, ISBN 0-600-38109-9
- Origami (Teach Yourself), NTC Publishing, 1992, ISBN 0-8442-3935-6
- Origami A/H, Hodder Arnold, 1976, ISBN 0-340-27950-8
- Secrets of Origami: The Japanese Art of Paper Folding, Dover, 1997, ISBN 0-486-29707-1
- Secrets of Origami, old and new: The Japanese art of paper-folding, Oldbourne, 1964, OCLC 034328442
- Teach Yourself Origami, Teach Yourself Books, 2003, ISBN 0-07-141979-9
- Teach Yourself Origami, Hodder, 1968, ISBN 0-340-05972-9; 1992 reprint ISBN 0-340-56527-6; 2003 reprint ISBN 0-340-86008-1
- Origami: Art of Paper Folding (Teach Yourself), Hodder, 1973, ISBN 0-340-16646-0
- Paper Folding Fun, Oldbourne, 1960, OCLC 36863941
- Paper Magic, Oldbourne, ISBN 0-356-01013-9
- Paper Magic: The art of paper folding, Oldbourne, 1956, OCLC 4163302
- Secrets of Origami, Octopus, 1972, ISBN 0-7064-0005-4

### Sulla magia
- Something New in Magic, Davenport, 1929
- Psychic Vision, Davenport, 1930
- Six Card Creations, Davenport, 1930
- Demon Magic, Davenport, 1938
- How to Be a Wizard, Oldbourne, 1957, OCLC 16565388
- How to Be a Conjuror, Sphere, 1968, ISBN 0-7221-4322-2
- Magic of Robert Harbin, C.W. Mole and Sons, 1970 - This was published with a run of only 500 copies, after which Harbin had the plates destroyed.
- Magic (Illustrated Teach yourself), Treasure, 1983, ISBN 0-907812-39-2
- Magic (Illustrated Teach Yourself), Knight, 1976, ISBN 0-340-20502-4
- The Harbin Book, M. Breese, 1983, ISBN 0-947533-00-1
- Harbincadabra, brainwaves and brainstorms of Robert Harbin [i.e. N. Williams]: From the pages of Abracadabra, 1947-1965, R. Harbin

### Altri temi
- Waddington's Family Card Games, Elm Tree, 1972, ISBN 0-241-02111-1
- Waddington's Family Card Games, Pan, 1974, ISBN 0-330-23892-2
- Party Lines, Oldbourne, 1963, OCLC 001351363
- Instant Memory: The Way to Success, Corgi, 1968, ISBN 0-552-06091-7